# دیگو ریوارولا
دیگو ریوارولا (انگلیسی: Diego Rivarola؛ زادهٔ ۱۴ ژوئیهٔ ۱۹۷۶) بازیکن فوتبال اهل آرژانتین است.
از باشگاه‌هایی که در آن بازی کرده‌است می‌توان به باشگاه فوتبال ریور پلاته، باشگاه فوتبال اطلس، باشگاه فوتبال اونیورسیداد شیلی، و باشگاه فوتبال آرژانتینوس جونیورز اشاره کرد.